# گورستان پس کوهک
قبرستان پس کوهک مربوط به دوره قاجار - اوایل دوره پهلوی است و در شهرستان شیراز، بخش ارژن، دهستان قره چمن، روستای پس کوهک، جنب امامزاده عبدالله واقع شده و این اثر در تاریخ ۳۰ بهمن ۱۳۸۶ با شمارهٔ ثبت ۲۰۹۷۲ به‌عنوان یکی از آثار ملی ایران به ثبت رسیده است.